# Eretria (personaggio)
Eretria è un personaggio della trilogia di Shannara scritta da Terry Brooks. È uno dei personaggi principali di Le Pietre Magiche di Shannara e appare brevemente in La Canzone di Shannara.

## Storia
Eretria è una giovane Nomade, figlia adottiva di Cephelo, capo della carovana di zingari di cui lei fa parte. Suo padre l'ha venduta a cinque anni, non potendole offrire nulla. Cephelo l'ha comprata ed Eretria è entrata a far parte della sua carovana, ufficialmente come figlia del Nomade. È subito attratta da Wil Ohmsford, nonostante questi pensi solo prima alla missione e poi ad Amberle Elessedil, l'Eletta che deve scortare fino al Fuoco del Sangue. Quando la carovana di Eretria viene scovata e distrutta dal Mietitore, il demone che segue Amberle per ucciderla, la ragazza convince Wil, dopo tante richieste inutili, a prenderla con sé. La piccola compagnia, composta da Amberle, Wil, il vecchio Hebel, Vagabondo, il cane di Hebel, ed Eretria, giunge alla sorgente del Fuoco del Sangue. Tornano quindi nelle Terre dell'Ovest e lì Wil perde il suo amore: Amberle si trasforma nella nuova Eterea e ristabilisce il Divieto. Dopo la scomparsa dell'Eletta, Wil cade in una depressione che pare infinita. Ripresosi, dopo molto tempo, dallo choc, il ragazzo accompagna Eretria nella Terra del Sud, la sua Terra natale. Lì si sposeranno e avranno due bambini, Brin e Jair Ohmsford, protagonisti dell'ultimo romanzo della trilogia, ovvero La Canzone di Shannara.